# Irlande au Concours Eurovision de la chanson 2013
L’Irlande participe au Concours Eurovision de la chanson 2013 à Malmö, en Suède.
Le pays est représenté par la chanson Only Love Survives, interprétée par Ryan Dolan.

## Sélection
Le diffuseur national irlandais, Raidió Teilifís Éireann (RTÉ), diffuse l'événement en Irlande et organise le processus de sélection pour l'entrée du pays. RTÉ confirme son intention de participer au Concours Eurovision de la chanson 2013 le 29 mai 2012. De 2008 à 2012, RTÉ avait mis en place la finale nationale Eurosong pour choisir à la fois la chanson et l'interprète à concourir à l'Eurovision pour l'Irlande, avec les groupes de jurés publics et régionaux impliqués dans la sélection. Pour le concours Eurovision de la chanson 2013, RTÉ annonce le 22 octobre 2012 l'organisation de la même sélection pour choisir l'artiste et la chanson pour représenter l'Irlande au concours.
Le 6 novembre 2012, RTÉ révèle les cinq professionnels de l'industrie de la musique invités à sélectionner et à encadrer chacun une candidature pour le concours : la présentatrice Mairead Farrell, le DJ radio et producteur Mark McCabe, l'auteur-compositeur Niall Mooney, l'écrivain et interprète Shay Healy et le producteur Stuart O'Connor. Les cinq finalistes sont annoncés le 6 février 2013, tandis que leurs chansons sont présentées le 7 février 2013 lors du Derek Mooney Show sur RTÉ Radio 1.
| Artiste              | Chanson               | Auteurs-compositeurs                            | Mentor          |
| -------------------- | --------------------- | ----------------------------------------------- | --------------- |
| Aimée Fitzpatrick    | Crashing Down         | Robert Grace                                    | Mark McCabe     |
| Inchequin            | Son Kez/The Last Time | Hugh O'Neill, Sinead Bradley                    | Shay Healy      |
| Kasey                | Kiss Me               | Drax                                            | Mairead Farrell |
| Ryan Dolan           | Only Love Survives    | Wez Devine, Ryan Dolan                          | Stuart O'Connor |
| Zoe Alexis Bohorquez | Fire                  | Lauren White Murphy, Niall Mooney, Willie Weeks | Niall Mooney    |

La finale nationale a lieu le 22 février 2013 et présente une performance de l'invité, l'ancien gagnant du concours Lordi. À la suite de la combinaison 50/50 des votes de cinq jurys régionaux et du télévote public, Only Love Survives interprété par Ryan Dolan est sélectionné comme vainqueur.

## Eurovision
Selon les règles de l'Eurovision, toutes les nations à l'exception du pays hôte et des "Big Five" (France, Allemagne, Italie, Espagne et Royaume-Uni) doivent se qualifier pour l'une des deux demi-finales afin de concourir pour la finale ; les dix premiers pays de chaque demi-finale accèdent à la finale. Le 17 janvier 2013, un tirage au sort spécial a lieu qui place chaque pays dans l'une des deux demi-finales, ainsi que dans quelle moitié du spectacle ils se produiraient. L'Irlande est placée dans la première demi-finale, qui se tiendra le 14 mai 2013, et doit se produire dans la seconde moitié du spectacle. Une fois que toutes les chansons en compétition pour le concours de 2013 ont été publiées, l'ordre de passage des demi-finales est décidé par les producteurs des émissions plutôt que par un autre tirage au sort, de sorte que des chansons similaires ne soient pas placées les unes à côté des autres.

### Demi-finale
Ryan Dolan participe aux répétitions techniques les 7 et 10 mai, suivies des répétitions générales les 13 et 14 mai. Cela comprend le spectacle du jury le 13 mai où les jurys professionnels de chaque pays regardent et votent sur les candidatures en compétition.
La performance irlandaise met en vedette Ryan Dolan avec deux danseurs d'accompagnement ornés de peinture corporelle tribale sur leurs torses nus et qui jouent également du bodhrán : Alan McGrath et Colm Farrell, et un batteur principal qui utilise trois tambours montés plus grands : Nick Bailey. Les écrans LED affichent d'anord des images tribales et celtiques en forme de cœur en rouge avant de passer plus tard au bleu. Dolan est rejoint sur scène par deux choristes : Leanne Moore et Alison Vard Miller.
À la fin de l'émission, l'Irlande est annoncée comme ayant terminé dans le top 10 et par conséquent qualifiée pour la grande finale. Il est révélé plus tard que l'Irlande s'est classée huitième en demi-finale, recevant un total de 54 points.

#### Points attribués à l'Irlande en demi-finale
| 12 points                       | 10 points                | 8 points                     | 7 points  | 6 points               |
| ------------------------------- | ------------------------ | ---------------------------- | --------- | ---------------------- |
|                                 |                          |                              | - Chypre  | - Royaume-Uni - Russie |
| 5 points                        | 4 points                 | 3 points                     | 2 points  | 1 point                |
| - Estonie - Lituanie - Pays-Bas | - Belgique - Biélorussie | - Danemark - Suède - Ukraine | - Croatie | - Moldavie             |

#### Points attribués par l'Irlande en demi-finale
| 12 points | Danemark    |
| 10 points | Russie      |
| 8 points  | Estonie     |
| 7 points  | Belgique    |
| 6 points  | Lituanie    |
| 5 points  | Pays-Bas    |
| 4 points  | Autriche    |
| 3 points  | Biélorussie |
| 2 points  | Ukraine     |
| 1 point   | Croatie     |

### Finale
Après un tirage au sort, l'Irlande est placée pour concourir en seconde période. À la suite de ce tirage au sort, les producteurs des émissions décident de l'ordre de passage de la finale, comme ils l'avaient fait pour les demi-finales. L'Irlande choisit la dernière position en position 26, après l'entrée de la Géorgie.
Ryan Dolan participe aux répétitions générales les 17 et 18 mai avant la finale, y compris la finale du jury où les jurys professionnels votent pour la finale avant le spectacle en direct. Ryan Dola recommence sa performance en demi-finale lors de la finale du 18 mai. L'Irlande se classe vingt-sixième et dernière de la finale, en marquant 5 points. C'est la deuxième fois après 2007 que la nation termine dernière du concours.

#### Points attribués à l'Irlande en finale
| 12 points | 10 points | 8 points | 7 points         | 6 points      |
| --------- | --------- | -------- | ---------------- | ------------- |
|           |           |          |                  |               |
| 5 points  | 4 points  | 3 points | 2 points         | 1 point       |
|           |           |          | - Chypre - Suède | - Royaume-Uni |

#### Points attribués par l'Irlande en finale
| 12 points | Danemark    |
| 10 points | Russie      |
| 8 points  | Ukraine     |
| 7 points  | Royaume-Uni |
| 6 points  | Pays-Bas    |
| 5 points  | Suède       |
| 4 points  | Belgique    |
| 3 points  | Moldavie    |
| 2 points  | Azerbaïdjan |
| 1 point   | Lituanie    |